# Proliga
La Proliga è il secondo livello del campionato portoghese di pallacanestro.